# Sidi Abd Alli
Sidi Abd Alli (arab. سيدي عبد اللى; fr. Sidi Abdelli)  – jedna z 53 gmin w prowincji Tilimsan, w Algierii, znajdująca się w północno-wschodniej części prowincji, około 26 km od Tilimsan. W 2008 roku gminę zamieszkiwało 18222 osób. Numer statystyczny gminy w Office National des Statistiques d'Algérie to 1334.